# Edgar A. Sharp
Edgar Allan Sharp, född 3 juni 1876 i Patchogue, New York, död 27 november 1948 i Patchogue, New York, var en amerikansk republikansk politiker. Han var ledamot av USA:s representanthus 1945–1947.
Sharp deltog i återuppbyggnadsarbetet i Frankrike och England efter första världskriget. Han var verksam inom fastighets- och försäkringsbranscherna i Patchogue.
Sharp tillträdde 1945 som kongressledamot och efterträddes 1947 av W. Kingsland Macy.
Sharp avled 1948 och gravsattes på Holy Sepulchre Cemetery i Coram.